# Yohei Sugai
Yohei Sugai (né le 30 août 1985) est un athlète japonais, spécialiste du saut en longueur.
Le 18 avril 2015, il bat son record personnel en 8,18 m à Walnut.